# Edmond Seveste
Pour les articles homonymes, voir Seveste.
Sébastien Seveste, connu sous le nom d’Edmond Seveste, né le 4 mai 1798 à Lyon et mort le 28 février 1852 à Paris, est un dramaturge et directeur de salle de spectacles français.

## Biographie
Fils de Pierre-Jacques Seveste et d’Angélique Edmonde Balassé, chanteuse du Théâtre-Italien, il prend la suite de son frère Jules et sa mère, en 1826, comme administrateur de la société pour l'exploitation de tous les petits spectacles de la banlieue sous le nom Veuve Seveste & Fils, Théâtres de la banlieue qu'il quitte en 1839. Il est aussi en parallèle le directeur du théâtre de Belleville (1826-1828).
Il succède, en 1848, à Lockroy comme directeur de la Comédie-Française (13 octobre 1848-15 novembre 1849) puis devient directeur de l'Opéra-National (1851) qui devient Théâtre Lyrique (1852) à la suite du Théâtre-Historique d'Alexandre Dumas, mais meurt peu de temps après.

## Œuvre
- La Lanterne de Diogène, vaudeville en un acte, à l'occasion de l'ouverture de la nouvelle salle de Saint-Cloud, avec Jules Seveste, 1827.